# Elymnias sumbawana
Elymnias sumbawana är en fjärilsart som beskrevs av Hans Fruhstorfer 1907. Elymnias sumbawana ingår i släktet Elymnias och familjen praktfjärilar. Inga underarter finns listade i Catalogue of Life.